# Calamus albus
Calamus albus är en enhjärtbladig växtart som beskrevs av Christiaan Hendrik Persoon. Calamus albus ingår i släktet Calamus och familjen Arecaceae. Inga underarter finns listade i Catalogue of Life.